# Dodge County (Georgia)
Das Dodge County ist ein County im Bundesstaat Georgia der Vereinigten Staaten. Der Verwaltungssitz (County Seat) ist Eastman, benannt nach William P. Eastman.

## Geographie
Das County liegt etwa 70 km südlich des geographischen Zentrums von Georgia und hat eine Fläche von 1303 Quadratkilometern, wovon sieben Quadratkilometer Wasserfläche sind, und grenzt im Uhrzeigersinn an folgende Countys: Laurens County, Wheeler County, Telfair County, Wilcox County, Pulaski County und Bleckley County.

## Geschichte
Dodge County wurde am 26. Oktober 1870 als 134. County in Georgia aus Teilen des Montgomery County, des Pulaski County und des Telfair County gebildet. Benannt wurde es nach William E. Dodge, einem Geschäftsmann und Spekulanten aus New York, der große Land- und Waldbesitzungen in Georgia hatte und 1908 auf eigene Kosten das erste County-Gerichtsgebäude erbauen ließ.

## Demografische Daten
Laut der Volkszählung von 2010 verteilten sich die damaligen 21.796 Einwohner auf 8.177 bewohnte Haushalte, was einen Schnitt von 2,43 Personen pro Haushalt ergibt. Insgesamt bestehen 9.857 Haushalte.
67,6 % der Haushalte waren Familienhaushalte (bestehend aus verheirateten Paaren mit oder ohne Nachkommen bzw. einem Elternteil mit Nachkomme) mit einer durchschnittlichen Größe von 2,96 Personen. In 33,6 % aller Haushalte lebten Kinder unter 18 Jahren sowie in 27,0 % aller Haushalte Personen mit mindestens 65 Jahren.
26,8 % der Bevölkerung waren jünger als 20 Jahre, 25,4 % waren 20 bis 39 Jahre alt, 28,1 % waren 40 bis 59 Jahre alt und 19,6 % waren mindestens 60 Jahre alt. Das mittlere Alter betrug 39 Jahre. 52,5 % der Bevölkerung waren männlich und 47,5 % weiblich.
66,8 % der Bevölkerung bezeichneten sich als Weiße, 29,8 % als Afroamerikaner, 0,3 % als Indianer und 0,5 % als Asian Americans. 1,7 % gaben die Angehörigkeit zu einer anderen Ethnie und 1,0 % zu mehreren Ethnien an. 3,4 % der Bevölkerung bestand aus Hispanics oder Latinos.
Das durchschnittliche Jahreseinkommen pro Haushalt lag bei 34.812 USD, dabei lebten 19,6 % der Bevölkerung unter der Armutsgrenze.

## Kultur und Sehenswürdigkeiten

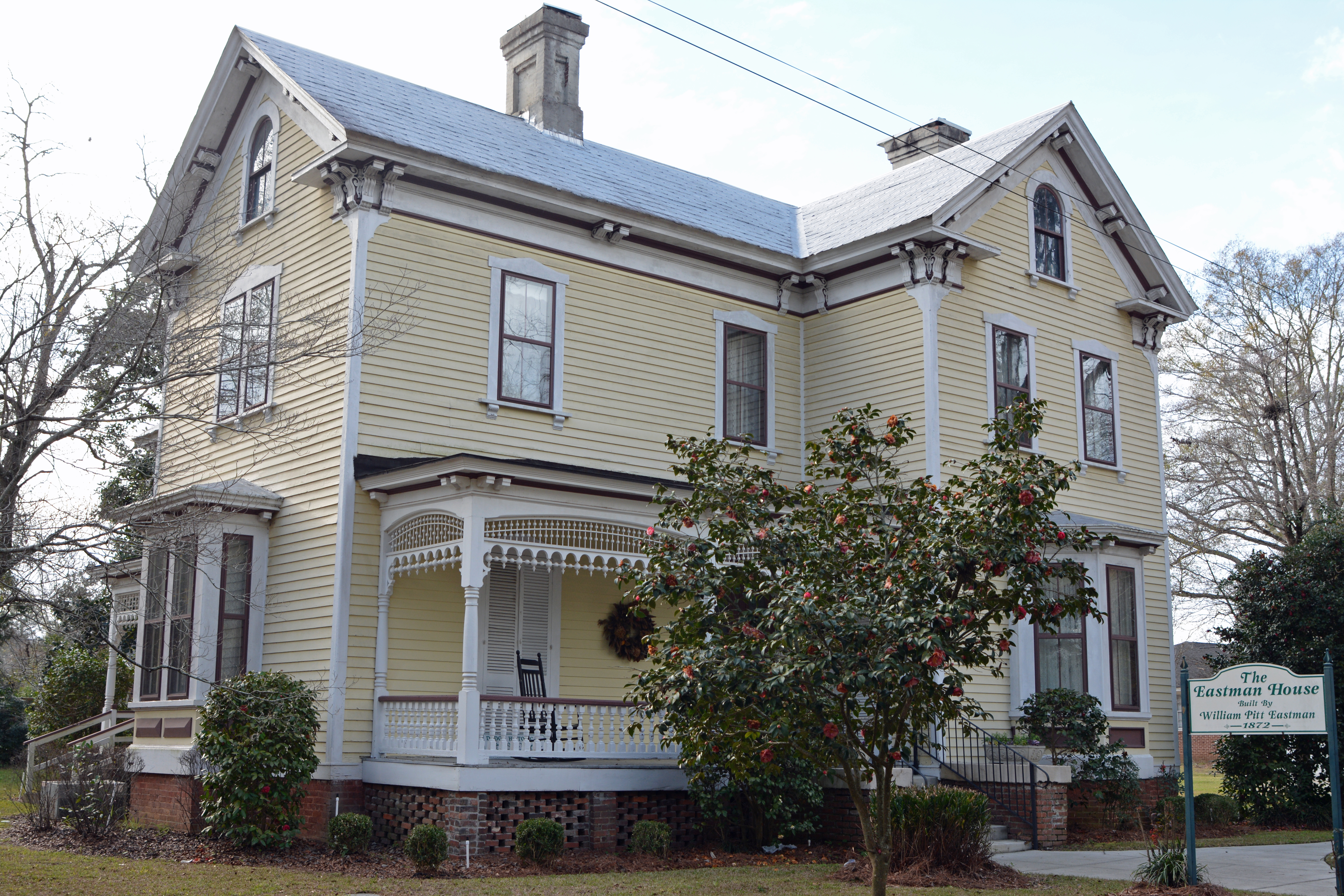
William Pitt Eastman House in Eastman (2016). Das Anwesen entstand 1872 und wurde vom Unternehmer und Ortsgründer William Pitt Eastman erbaut. Im Juli 1995 wurde die Residenz als zweites Objekt im County in das NRHP eingetragen.

Sechs Bauwerke, Stätten und „historische Bezirke“ (Historic Districts) im Dodge County sind im National Register of Historic Places („Nationales Verzeichnis historischer Orte“; NRHP) eingetragen (Stand 30. September 2023), neben dem Courthouse sind dies unter anderem das ehemalige Countygefängnis, eine Busstation und eine Schule.

## Orte im Dodge County
Orte im Dodge County mit Einwohnerzahlen der Volkszählung von 2010:
Cities:
- Chauncey – 342 Einwohner
- Eastman (County Seat) – 4.962 Einwohner
- Milan – 700 Einwohner

Towns:
- Chester – 1.596 Einwohner
- Rhine – 394 Einwohner

Census-designated place:
- Empire – 393 Einwohner